# 上湯澤站
上湯澤站（日语：／ Kami-Yuzawa eki */?）是位於秋田縣湯澤市關口字堀量88番，屬於東日本旅客鐵道（JR東日本）的奧羽本線車站。

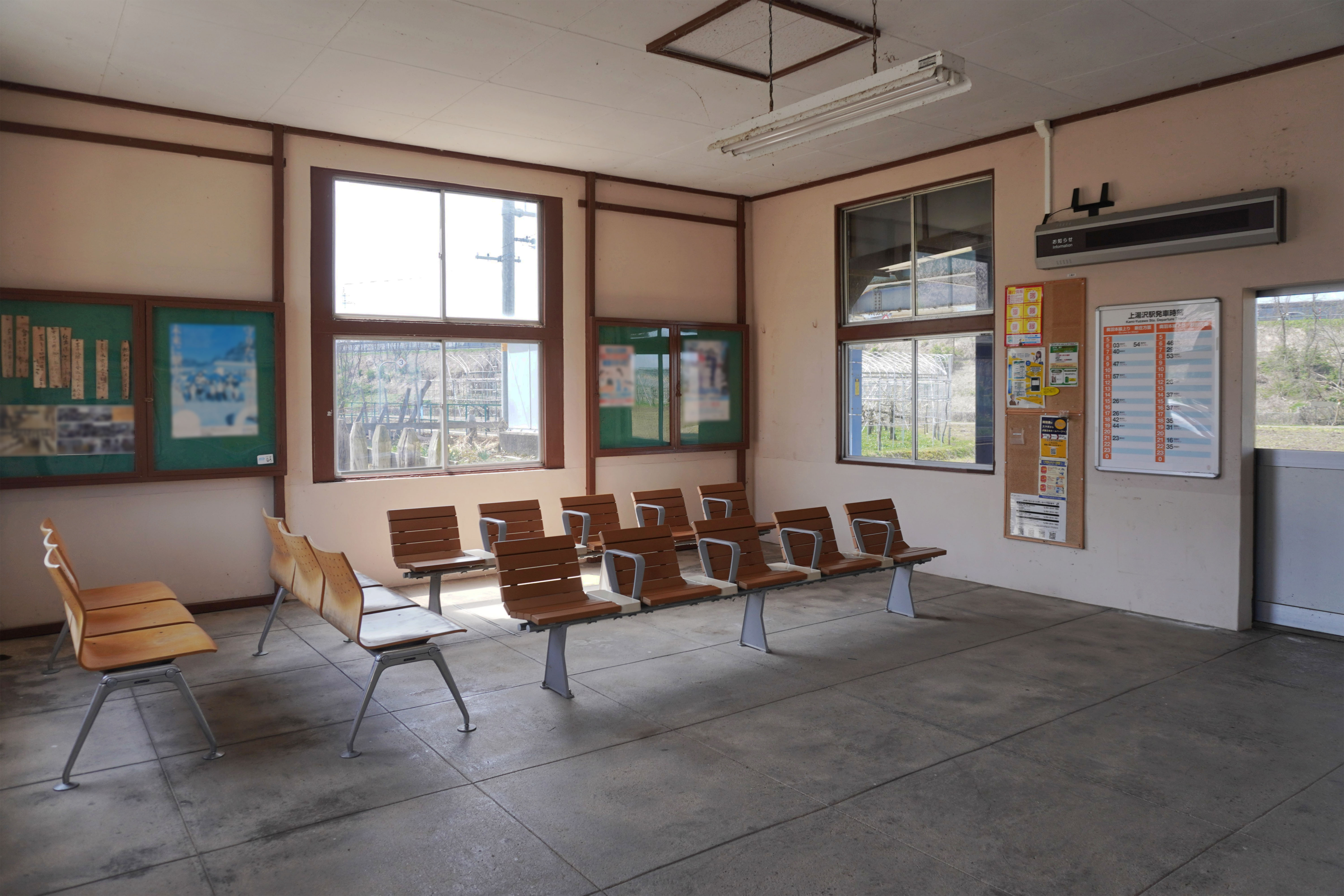
車站內部(2024年4月)

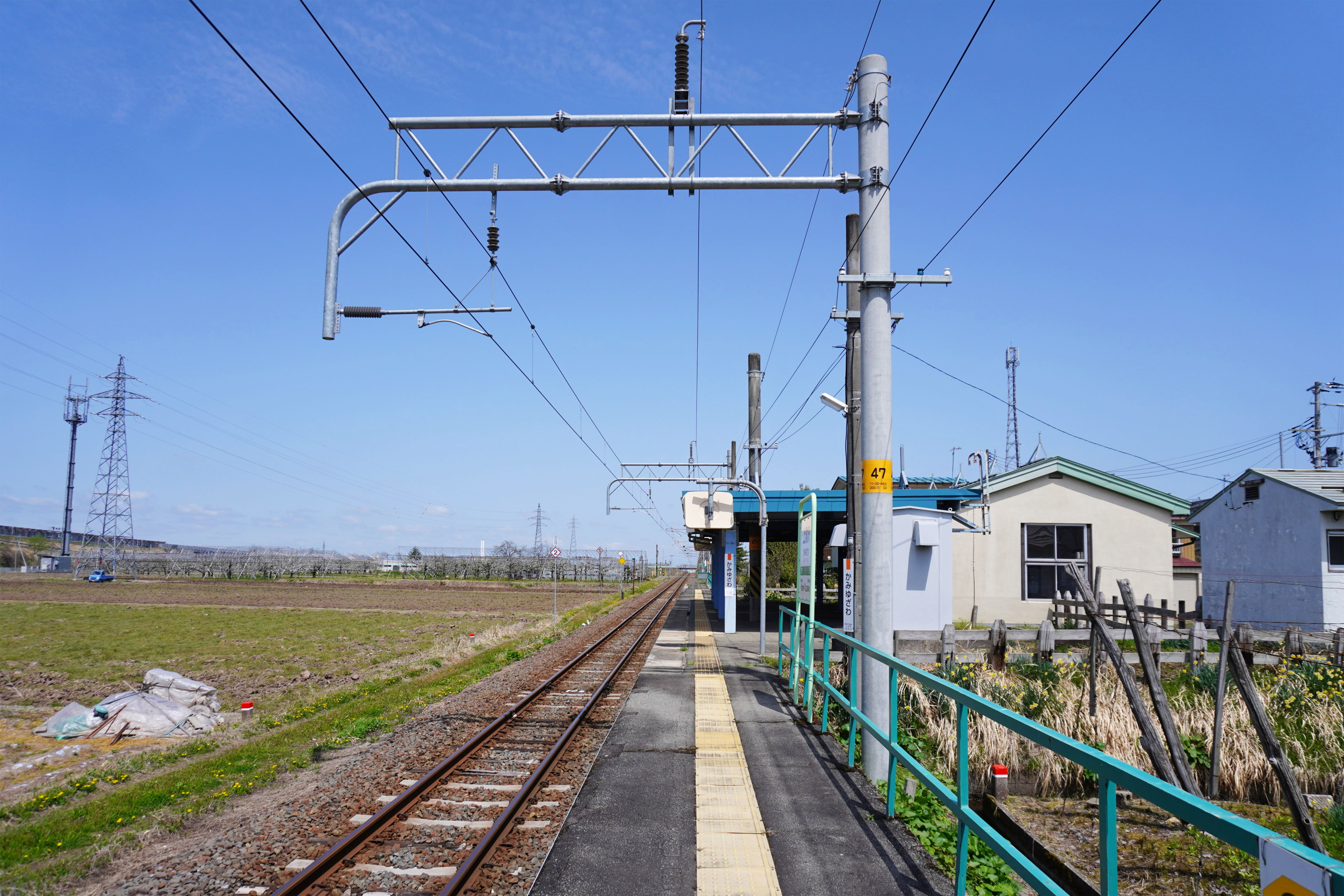
月台(2024年4月)

## 歷史
- 1956年（昭和31年）11月28日：國鐵開設此站，當時車站位於湯澤市。
- 1987年（昭和62年）4月1日：伴隨國鐵分割民營化，車站由東日本旅客鐵道（JR東日本）營運。
- 2009年（平成21年）3月31日：成為無人車站。

## 車站構造
本站是地面車站，設有1面1線的單式月台。此站是由湯澤站管理的無人車站。

## 使用狀況
以下列出乘車人次變化：
| 年度               | 1日平均 乘車人次 | 參考資料       |
| ------------------ | ---------------- | -------------- |
| 2000年（平成12年） | 44               | [ 利用客数 1 ] |
| 2001年（平成13年） | 40               | [ 利用客数 2 ] |
| 2002年（平成14年） | 42               | [ 利用客数 3 ] |
| 2003年（平成15年） | 39               | [ 利用客数 4 ] |
| 2004年（平成16年） | 43               | [ 利用客数 5 ] |
| 2005年（平成17年） | 42               | [ 利用客数 6 ] |
| 2006年（平成18年） | 47               | [ 利用客数 7 ] |
| 2007年（平成19年） | 41               | [ 利用客数 8 ] |

## 車站周邊
- 湯澤汽車學校
- 三關郵局
- 湯澤市立三關小學
- 國道13號
- 湯澤橫手道路 - 三關交匯處（日语：三関インターチェンジ）

## 相鄰車站
東日本旅客鐵道（JR東日本）
■奧羽本線
三關－上湯澤－湯澤

## 注腳

### 使用狀況
1. ↑  . 東日本旅客鉄道.   [2019-02-18]. （原始内容存档于2018-02-13） （日语）.
2. ↑  . 東日本旅客鉄道.   [2019-02-18]. （原始内容存档于2019-04-02） （日语）.
3. ↑  . 東日本旅客鉄道.   [2019-02-18]. （原始内容存档于2019-04-02） （日语）.
4. ↑  . 東日本旅客鉄道.   [2019-02-18]. （原始内容存档于2019-04-02） （日语）.
5. ↑  . 東日本旅客鉄道.   [2019-02-18]. （原始内容存档于2019-04-02） （日语）.
6. ↑  . 東日本旅客鉄道.   [2019-02-18]. （原始内容存档于2017-08-08） （日语）.
7. ↑  . 東日本旅客鉄道.   [2019-02-18]. （原始内容存档于2019-03-27） （日语）.
8. ↑  . 東日本旅客鉄道.   [2019-02-18]. （原始内容存档于2017-08-08） （日语）.

## 外部連結
- 車站資訊（上湯澤）：東日本旅客鐵道（日語）